# Franz Totzauer
Franz Totzauer (Wenen, 5 augustus 1911 – Wenen, 13 juli 1979) was een Oostenrijks componist en dirigent.

## Biografie
Totzauer studeerde aan de Wiener Musikakademie in Wenen. Aansluitend was hij opnameleider, componist en arrangeur bij de Oostenrijkse publieke omroep ORF (Österreichischer Rundfunk) in Wenen. Voor een bepaalde tijd had hij ook een eigen orkest, met dat hij vooral Wiener Lieder op plaat opgenomen heeft. 

## Composities

### Werken voor harmonieorkest
- 1979 Festliches Präludium

### Vocale muziek
- Es muss ein Wiener Walzer sein, voor solo-zang en orkest - tekst: Kurt Nachmann

### Werken voor de Radio
- Der Kastellan, muziek voor het hoorspel van (Gerhard Fritsch (1928-1969)) NDR en SWR

- Gemeinsame Normdatei: 134678036
- Virtual International Authority File: 79726518
- WorldCat: E39PBJvmHKj3cWxXxxXbDy3RKd